# Peppe Nappa
Peppe Nappa, ou Beppe Nappa, est un personnage masqué type sicilien de la commedia dell'arte.

## Histoire
Créé en Sicile au XVIe siècle pendant la naissance de la commedia dell'arte, comme plusieurs personnages-type carnavalesques (par exemple, Arlequin et Polichinelle), ce personnage est d'origine romaine. Les plus anciennes images montrant ce personnage sont le Lazzi  du lavage du linge (Naples, date estimée : 1610) et le Lazzi de l'évanouissement de sommeil (Paris, 1688)  .

## Caractéristiques
Il est sicilien. Moqueur, paresseux, maîtrisant la danse acrobatique, gourmand et insatiable, il joue le plus souvent le rôle du domestique faiseur d'intrigues. 
Son costume se compose d'une chemise et d'un pantalon bleu clair trop longs et d'un capuchon de feutre blanc ou vert sur un bonnet blanc. Son nom provient de nappa, c'est-à-dire "patch" en sicilien  .

## Au carnaval de Sciacca

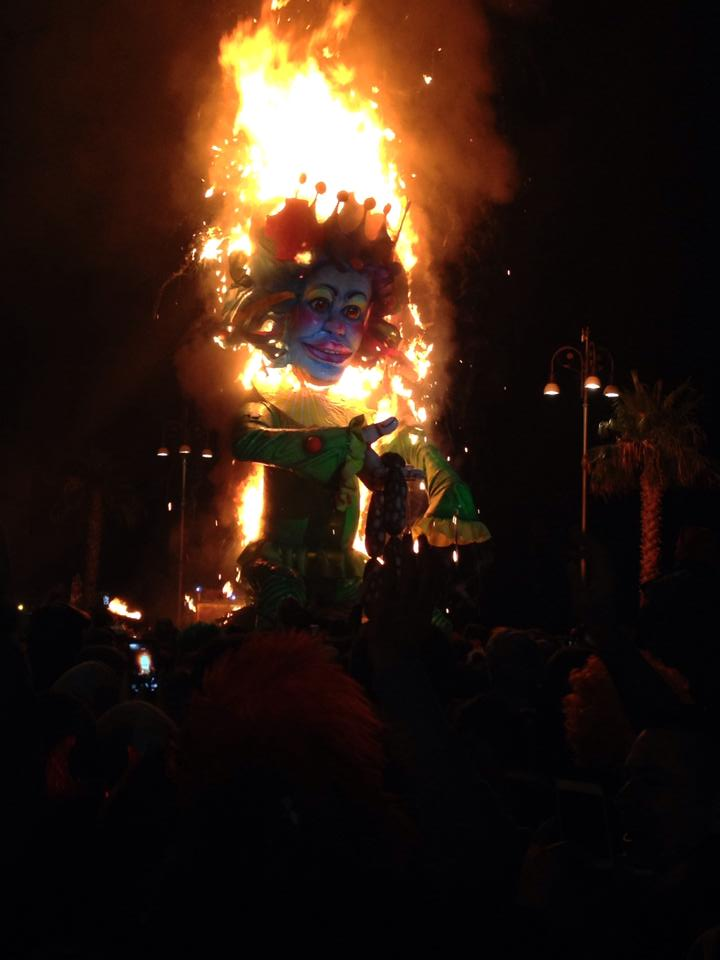
Beppe Nappa en feu au carnaval de Sciacca 2015

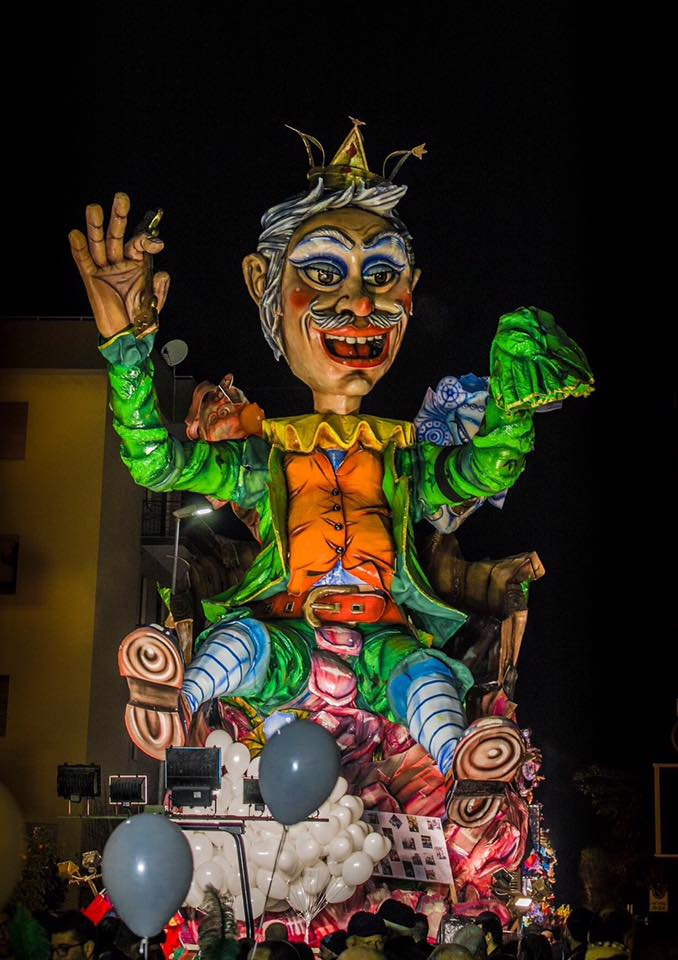
Char de Peppe Nappa, carnaval de Sciacca 2016

Peppe Nappa est adopté par la commune de Sciacca comme masque pour son carnaval traditionnel dans les années 1950 par décision du sénateur Giuseppe Molinari.
Depuis, c'est le masque symbolique du carnaval de Sciacca. Il figure sur un char allégorique hors compétition et ouvre chaque année le défilé carnavalesque, prenant symboliquement le rôle de maire de la ville pendant les vacances.
Depuis la fin du vingtième siècle, la distribution de saucisses grillées, de bonbons, de vin et de jus d'orange locaux est une particularité de son char, ensuite brûlé pendant que le peuple danse sur l'air de l'hymne e Peppi Nappa.